# Достопримечательности Нижнего Новгорода
Нижний Новгород имеет  длинную историю существования, богатую различными событиями. Умеренный континентальный климат и удачное географическое расположение на слиянии двух крупных рек России (Оки и Волги) и, как следствие, на пересечении торговых путей, определили постоянное развитие и рост населения города. На протяжении всей своей истории Нижний Новгород был одним из крупнейших транспортных, экономических и культурных центров России. Нижегородцы внесли весомый вклад в развитие различных сфер жизнедеятельности человечества — науку, машиностроение, образование, музыку и многое другое. Неоднократно город выступал в роли оплота Российской государственности и способствовал обороне от внешних врагов страны. Всё это в совокупности привело к тому, что в Нижнем Новгороде есть много интересных, памятных мест и достопримечательностей. 

## Кремль и площадь Минина и Пожарского
Нижегородский кремль является историческим центром города и, фактически, главной его достопримечательностью. В начале своего существования Нижний Новгород был окружён стенами кремля, которые являлись одновременно и его границей и фортификационным сооружением — защитной крепостью. В современном Кремле расположены органы государственной власти Нижнего Новгорода, Нижегородской области и Приволжского федерального округа, а также художественный музей и два мемориала ВОВ.
Так как именно из исторического центра город рос и развивался, в непосредственной близости с Кремлём сосредоточены основные исторические достопримечательности города — старинные здания, памятники известным людям, храмы.
Большинство старинных зданий отреставрированы и регулярно обновляются, так как они используются современными организациями, а храмы — действующие.
| Фото                        | Достопримечательность |
| Нижегородский кремль        | |
|                             | Георгиевская башня • Борисоглебская башня • Зачатьевская башня • Белая башня • Ивановская башня • Часовая башня • Северная башня • Тайницкая башня • Коромыслова башня • Никольская башня • Кладовая башня • Дмитриевская башня • Пороховая башня |
|                             | Михайло-Архангельский собор |
|                             | Художественный музей |
|                             | Присутственные места (Законодательное собрание Нижегородской области) |
|                             | Федеральное казначейство |
|                             | Обелиск Минину и Пожарскому |
|                             | Мемориал «Горьковчане — фронту» |
| Площадь Минина и Пожарского | |
|                             | Памятник Кузьме Минину |
|                             | Дворец Труда (Здание городской думы) |
|                             | Медицинская академия |
|                             | Факультет ННГУ |
|                             | Гимназия № 1 и Музей А. С. Пушкина |
|                             | Педагогический университет |
|                             | Памятник Валерию Чкалову |
|                             | Чкаловская лестница |

## Городские улицы, площади и районы исторической застройки
Большая Покровская («Покровка») является исторической улицей в Нижнем Новгороде. На ней собрано большое количество красивых домов XIX века. В советское время она носила название улица Свердлова («Свердловка»). На Большой Покровской расположены Нижегородский театр драмы и Государственный банк. Гуляя по ней, можно встретить разномастных музыкантов и различные аттракционы. Вдоль всей улицы расставлены бронзовые скульптуры, самой знаменитой из которых является скульптура «Весёлая коза». Она находится на пересечении улиц Пискунова и Большой Покровской, напротив Театральной площади. Считается, что, если потереть её вымя, то это принесёт удачу. Кстати, то же самое считают и про нос у статуи Евгения Евстигнеева, возле театра Драмы на лавочке.
В сотне метров от Волги, у стен Нижегородского Кремля расположена площадь Народного Единства (ранее — Торговая площадь Нижнего посада, позже — Скоба), которая известна как наиболее вероятное место воззвания Минина к народу. Здесь установлен памятник Минину и Пожарскому — уменьшенная на 5 сантиметров копия одноимённого монумента в Москве. Его установка в 2005 году стала актом восстановления исторической справедливости, так как оригинал изначально создавался для Нижнего Новгорода. От этой площади берёт начало ещё одна улица для пеших прогулок — Рождественская. В 2012 году она была полностью отреставрирована и получила значительно увеличенную пешеходную зону. Вдоль всей улицы, как и на Большой Покровской, расставлены различные бронзовые статуи. Самая популярная достопримечательность этой улицы — Рождественская (Строгановская) церковь.
| Фото                     | Достопримечательность |
| Нагорная «верхняя» часть | |
|                          | Центральная часть Большая Покровская • Улица Ульянова • Улица Варварская • Улица Минина • Улица Алексеевская                                            |
|                          | Центральные площади Площадь Минина и Пожарского • Площадь Народного Единства • Площадь Горького • Площадь Лядова • Театральная площадь • Сенная площадь |
|                          | Историческая часть Улица Рождественская • Улица Добролюбова • Улица Пискунова • Улица Звездинка • Улица Ильинская                                       |
|                          | Набережные Верхне-Волжская набережная • Нижне-Волжская набережная • Набережная Гребного канала • Набережная Федоровского                                |
| Заречная «нижняя» часть  | |
|                          | Площади Площадь Революции • Площадь Железнодорожников • Площадь Ленина • Площадь Киселёва                                                               |
|                          | Улицы и проспекты Проспект Ленина • Молодёжный проспект • Советская улица                                                                               |

## Культовые здания и сооружения
В Нижнем Новгороде существует значительное число конфессий и религиозных объединений. Многие общины имеют свои собственные культовые здания, ряд из которых являются сами по себе памятниками истории и архитектуры.

### Православные монастыри и храмы
| Фото           | Достопримечательность                                                         |
| Монастыри      |                                                                               |
|                | Благовещенский монастырь                                                      |
|                | Крестовоздвиженский монастырь                                                 |
|                | Печерский Вознесенский монастырь                                              |
| Соборы         |                                                                               |
|                | Собор св. Александра Невского                                                 |
|                | Михайло-Архангельский собор                                                   |
|                | Спасо-Преображенский собор в Сормове                                          |
|                | Спасский Староярмарочный собор                                                |
|                | Никольский собор                                                              |
|                | Собор Успения Пресвятой Богородицы на Бугровском кладбище                     |
| Храмы и церкви |                                                                               |
|                | Рождественская (Строгановская) церковь                                        |
|                | Церковь Рождества Иоанна Предтечи на Торгу                                    |
|                | Храм Всемилостивого Спаса                                                     |
|                | Всесвятская церковь                                                           |
|                | Храм Знамения Божией Матери и святых Жён-Мироносиц                            |
|                | Церковь в честь святителей Московских                                         |
|                | Церковь Сергия Радонежского                                                   |
|                | Успенская церковь на Ильинской горе                                           |
|                | Церковь Ильи Пророка                                                          |
|                | Церковь Вознесения Господня                                                   |
|                | Церковь Казанской иконы Божией Матери на Нижнем посаде                        |
|                | Смоленско-Владимирский приход в Гордеевке                                     |
|                | Спасо-Преображенская церковь                                                  |
|                | Воскресенская церковь                                                         |
|                | Церковь Божией Матери «Всех Скорбящих Радость»                                |
|                | Церковь Троицы Живоначальной в Высокове                                       |
|                | Церковь Преображения Господня в Старых Печёрах                                |
|                | Церковь Похвалы Божией Матери над Похвалинским съездом                        |
|                | Церковь Иоанна Предтечи в Благовещенской слободе                              |
|                | Покровская церковь (Старые Ключищи)                                           |
|                | Преображенская церковь                                                        |
|                | Храм в честь Владимирской-Оранской иконы Божией Матери и защитников Отечества |
|                | Церковь Георгия Победоносца                                                   |
|                | Церковь Рождества Пресвятой Богородицы в Гнилицах                             |
|                | Храм Святой Троицы                                                            |
|                | Храм иконы Божией Матери «Скоропослушница»                                    |
|                | Церковь Троицы Живоначальной в Копосово                                       |
|                | Церковь во имя св. князя Игоря Черниговского                                  |
|                | Церковь во имя равноапостольной княгини Ольги                                 |
|                | Церковь иконы Пресвятой Богородицы «Умиление»                                 |
|                | Церковь Александра Невского в Сормове                                         |
|                | Покровская церковь (Доскино)                                                  |

### Культовые здания других конфессий и религий
| Фото                                 | Достопримечательность                                                            |
| Католические храмы                   |                                                                                  |
|                                      | Храм Успения Девы Марии                                                          |
| Другие христианские культовые здания |                                                                                  |
|                                      | Армянская церковь Святого Всеспасителя (Сурб Аменапркич)                         |
|                                      | Баптистский Дом Молитвы на ул. Полтавская                                        |
|                                      | Церковь евангельских христиан-баптистов на ул. Дружаева                          |
|                                      | Дом Молитвы Церкви христиан веры евангельской «Благая Весть» на ул. Айвазовского |
| Мечети                               |                                                                                  |
|                                      | Нижегородская соборная мечеть                                                    |
|                                      | Мечеть Тауба                                                                     |
| Синагоги                             |                                                                                  |
|                                      | Нижегородская синагога                                                           |

## Архитектурные достопримечательности
В городе находится множество архитектурных и исторических достопримечательностей. В первую очередь, к ним относится Нижегородский Кремль. Центр города находится в его исторической нагорной части и здесь немало архитектурных шедевров. К ним относятся: Государственный банк, Рождественская церковь, почти вся Большая Покровская улица, Дворец Труда на площади Минина и Пожарского, Михайло-Архангельский собор в Кремле. Исторический облик Нижнего Новгорода подчёркивают различные архитектурные ансамбли, сады и парки, слияние Оки и Волги. Архитектурные ансамбли: площадь Минина и Пожарского, площадь Киселёва в Автозаводском районе, сквер перед Зачатьевской башней с памятником Петру I. Особый интерес представляют памятники эпохи конструктивизма — дома-коммуны («Культурная революция», «Дом чекиста») и комплекс соцгорода на Автозаводе.
Одной из особенностей Нижнего Новгорода является наличие большого количества домов старой малоэтажной постройки.
| Фото | Достопримечательность                            |
|      | Нижегородская ярмарка                            |
|      | Государственный банк                             |
|      | Чкаловская лестница                              |
|      | Усадьба Рукавишникова                            |
|      | Ромодановский вокзал                             |
|      | Нижполиграф                                      |
|      | Центральный универмаг                            |
|      | Усадьба купца Маркова                            |
|      | Здание ФСБ                                       |
|      | Банк Рукавишникова                               |
|      | Казённый винный склад                            |
|      | Усадьба Рудинского                               |
|      | Здание детского приюта                           |
|      | Бывш. училище Императора Александра II           |
|      | Дом купца Зайцева                                |
|      | Главный дом Нижегородской уездной земской управы |
|      | Домик Петра I                                    |
|      | Нижегородский острог                             |

## Памятники

### Известным людям
В городе немало памятников известным людям, имевшим отношение к Нижнему Новгороду (и Горькому) или России в тот или иной период жизни, или важным для того, что бы отметить их жизнедеятельность в памяти по мнению жителей города и властей.
В частности, здесь установлен памятник Кузьме Минину, и ещё один — Минину и Пожарскому — уменьшенная на 5 сантиметров копия одноимённого монумента в Москве. Его установка в 2005 году стала актом восстановления исторической справедливости, так как оригинал изначально создавался для Нижнего Новгорода. Также 24 сентября 2014 года напротив Зачатьевской башни Кремля, открыт памятник Петру I, посещавшему Нижний Новгород дважды и принявшему решение о создании Нижегородской губернии.
Памятник Валерию Чкалову установлен вблизи Георгиевской башни Нижегородского кремля в честь нижегородца — знаменитого советского лётчика, совершившего первый беспосадочный перелёт из СССР в США через Северный полюс. От памятника к Волге спускается лестница, которую также называют «Чкаловской». Есть также памятник лётчику Петру Николаевичу Нестерову.
Существует и несколько памятников Алексею Максимовичу Пешкову — Горькому, имя которого город носил на протяжении нескольких десятилетий.
| Фото | Достопримечательность |
|      | Памятник Минину и Пожарскому |
|      | Памятник Кузьме Минину |
|      | Памятник князю Юрию Всеволодовичу и епископу Симону Суздальскому |
|      | Памятник Петру I |
|      | Памятник Александру Невскому у Александро-Невского собора |
|      | Монумент героям Волжской военной флотилии |
|      | Памятник Валерию Чкалову |
|      | Памятник В. И. Ленину |
|      | Памятник Максиму Горькому на одноимённой площади |
|      | Памятник Максиму Горькому на набережной Федоровского |
|      | Памятник Максиму Горькому в парке «Дубки» |
|      | Памятник Максиму Горькому в парке 1 мая |
|      | Памятник Алёше Пешкову у домика Каширина |
|      | Бюст Ивана Кулибина в парке Кулибина |
|      | Памятник лётчику П. Н. Нестерову |
|      | Памятник Н. А. Добролюбову |
|      | Памятник актёру Евгению Евстигнееву |
|      | Бюст А. С. Пушкина |
|      | Бюст Н. Н. Боголюбова |
|      | Мемориал В. И. Ленину и нижегородским марксистам |
|      | Памятник В. И. Ленину на ул. Коминтерна |
|      | Памятник героям и жертвам революции 1905 года |
|      | Памятник «Скорбящий ангел» |
|      | Памятник Жюлю Верну |
|      | Памятник Петру и Февронии в парке 1 мая |
|      | Бюст Ф. Э. Дзержинского у входа в здание МВД |
|      | Бюст П. А. Семёнова у входа в Сормовский механический техникум |
|      | Памятник В. Ф. Маргелову в парке Победы |
|      | Обелиск подвигу группы Девятаева в парке Победы |
|      | Бюст Баранова П. И. на улице Чаадаева (Московский район) напротив авиационно-технического колледжа                                                                         |
|      | Бюст Панина Б. В. на перекрестке улиц Бориса Панина и Ванеева |
|      | Бюст Героя Советского Союза Н. А. Вилкова на территории Нижегородского речного училища им. И. П. Кулибина                                                                  |
|      | Бюст Героя Советского Союза Г. Г. Маслякова во дворе Лицея № 40 по ул. Варварской, 15А.                                                                                    |
|      | Памятник конструктору Р. Е. Алексееву в начале Юбилейного бульвара в Сормово                                                                                               |
|      | Памятник Н. А. Бугрову на площади Лядова |
|      | Памятник митрополиту Нижегородскому и Арзамасскому Николаю (Кутепову) у здания Нижегородской духовной семинарии                                                            |
|      | Памятник «Горьковчанам — доблестным труженикам тыла» в Нижегородском кремле                                                                                                |
|      | Памятник князю Дмитрию Донскому и княгине Евфросинии Московской в Нижегородском кремле                                                                                     |
|      | Памятник Видяеву Б. П. (2024). Установлен в сквере имени Б. Видяева, расположенном в границах проспекта Ильича, улиц Школьной и Челюскинцев в Автозаводском районе города. |

### Технике
Военные годы Второй мировой отражены в памятниках техническим средствам, к которым горьковчане имели непосредственное отношение:
| Фото | Достопримечательность                                                                                        |
|      | ГАЗ-АА («полуторка») у Главной проходной Горьковского автозавода                                             |
|      | Мемориал «Горьковчане — фронту» у стены Нижегородского кремля                                                |
|      | Т-34-85 в Нижегородском кремле у Вечного огня                                                                |
|      | Рейдовый баркас «Герой» на Нижне-Волжской набережной — памятник речникам и морякам Волжской военной флотилии |
|      | Памятник «Русскому Рено» (КС) — первому танку Советского Союза — у проходной завода «Красное Сормово»        |
|      | Истребитель МиГ-17 в сквере на улице Черняховского                                                           |
|      | Истребитель МиГ-17 возле аэропорта Стригино                                                                  |
|      | МиГ-19ПМ на ул. Ванеева                                                                                      |
|      | Макет самолёта «Ньюпор» напротив памятника П. Н. Нестерову                                                   |
|      | МиГ-23 в парке Победы                                                                                        |
|      | МиГ-21бис в парке Победы                                                                                     |
|      | МиГ-25ПУ в парке Победы                                                                                      |
|      | Л-29 в парке Победы                                                                                          |
|      | Экраноплан Волга-2, установлен на улице Минина                                                               |
|      | Вагон ПВ40 на Московском вокзале                                                                             |
|      | Паровоз СУ 213-58 на Московском вокзале                                                                      |
|      | Паровоз памятник Су 251-32 № 3535 установлен в Сормово                                                       |
|      | Узкоколейный тепловоз ТУ2-233 в сквере перед станцией Родина Малой Горьковской железной дороги               |
|      | ГАЗ-24 «Волга» у входа в здание ГИБДД Нижнего Новгорода                                                      |
|      | Судно на подводных крыльях Метеор-1 в Сормово                                                                |

### Разное

Стела к 60-летию ВЛКСМ, в честь трудовых и боевых заслуг

Мэр Нижнего Новгорода Вадим Булавинов 30 ноября 2007 года открыл памятник пятикопеечной монете — памятник «пятаку». Изготовленный из чугуна и окрашенный специальным составом под бронзу памятный знак «Пятак» в виде монеты диаметром 1,2 м без обозначения монетного двора, вмонтирован в покрытие брусчатки на площади в центре Сормова между домами 166 и 168 по улице Коминтерна. Это место у местных жителей называется «Сормовский пятачок».
За основу художественного оформления памятного знака взят пятак эпохи царствования Николая II. На нём размещена и надпись, сообщающая о дате и месте установки памятника. Нижегородский памятник пятаку был изготовлен в Санкт-Петербурге. Проектом предусмотрен фундамент выдерживающий заезд и выезд уборочной техники, а также антивандальная защита.

## Культурные достопримечательности
- Нижегородский планетарий — второй планетарий, открытый в СССР в 1948 году и до 5 декабря 2005 года располагавшийся в здании Алексеевской церкви Благовещенского монастыря. После возвращения здания Русской православной церкви было принято решение построить новый планетарий. На время строительства он не прерывал своей работы.
- Нижегородский театр драмы имени М. Горького — один из старейших русских театров. История создания театра восходит к 1798 году, когда князь Н. Г. Шаховской открыл в Нижнем Новгороде публичный театр.
- Нижегородский театр оперы и балета имени Пушкина — театр, основанный в 1931 году как Горьковский театр оперы и балета, на основе перестроенного здания Народного дома.
- Нижегородский государственный художественный музей (НГХМ). Отреставрированное здание музея открыто 30 сентября 2009 года.
- Русский музей фотографии — муниципальное учреждение культуры. Здесь собрана обширная коллекция фототехники, фотолитературы, фотографий XIX−XX веков.
- Зоопарк «Лимпопо» — первый частный зоопарк в России, открытый в 2003 году. Располагается в Московском районе на территории Сормовского парка, занимая площадь 5,8 га. На 2018 год в коллекции зоопарка представлено 230 видов животных — всего около 1300 особей.
- Нижегородский государственный историко-архитектурный музей-заповедник (НГИАМЗ) — крупнейшее музейное объединение Нижнего Новгорода и Нижегородской области. В состав объединения входят 7 филиалов:
  - Усадьба Рукавишниковых — главное здание НГИАМЗ;
  - Нижегородский кремль (башни-музеи и кремлёвская стена);
  - Музей истории художественных промыслов Нижегородской области;
  - Технический музей — авторская коллекция старинной техники и инструментов в рабочем состоянии;
  - Мультимедийный исторический парк «Россия — моя история» в Главном ярмарочном доме;
  - Музей русского патриаршества в Арзамасе;
  - Выставочный зал «Покровка, 8».
- В 2022 году в Нижнем Новгороде открылся современный культурный центр «Пакгаузы» — обладатель многих престижных премий за архитектурные решения, сохранение наследия и как лучшее креативное пространство России.

## Природные достопримечательности
- Волжский откос
- Архиерейский сад
- Дятловы горы
- Зелёный город
- Ботанический сад

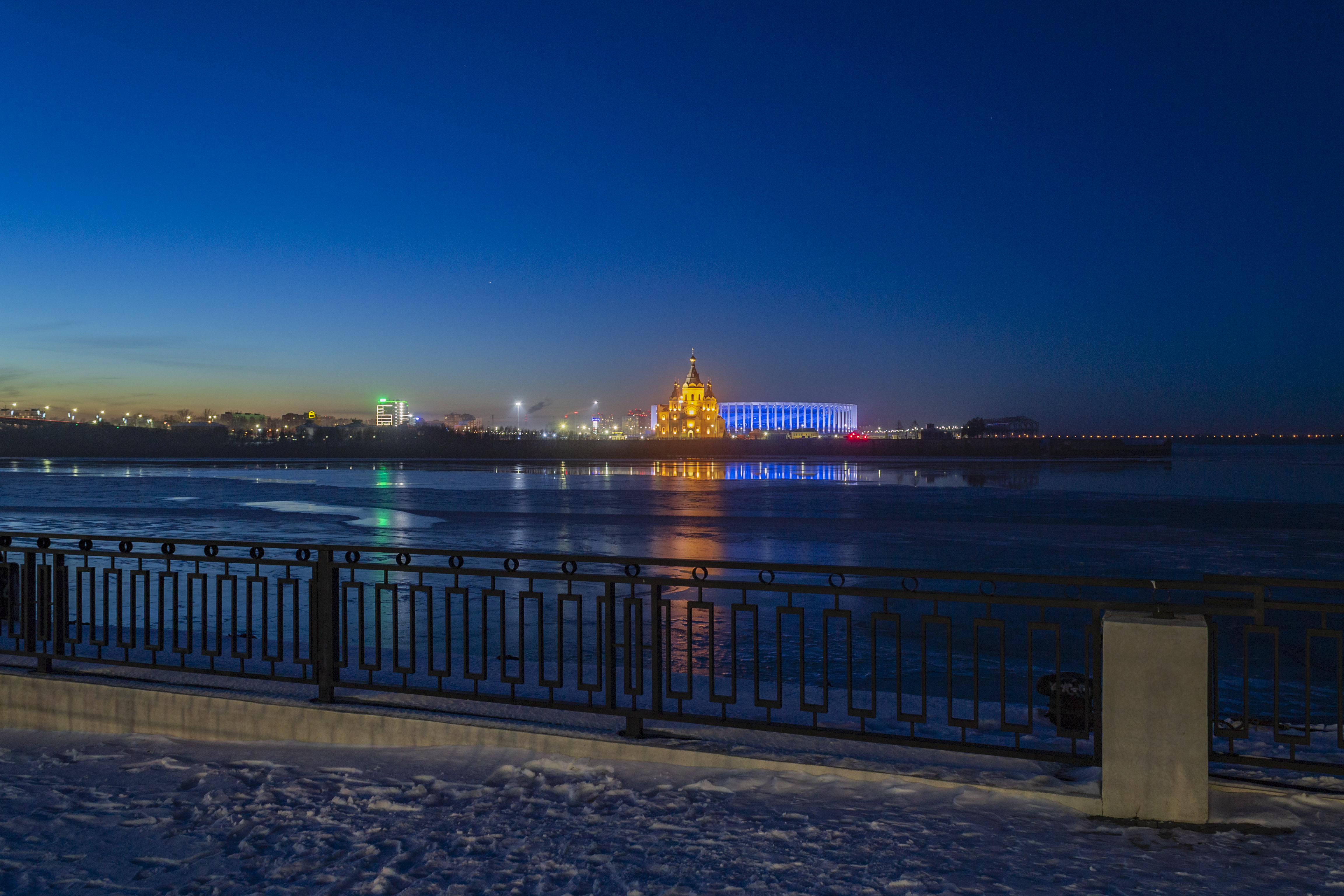
Ока, впадающая в Волгу

- Мещерское озеро — памятник природы областного значения[9]
- Зеленский съезд
- Окский съезд
- Лыкова дамба
- Стрелка Оки и Волги

## Транспортные достопримечательности
- С 1985 года действует Нижегородский метрополитен (до 1992 года — Го́рьковский метрополите́н) — внеуличная пассажирская транспортная система Нижнего Новгорода. Исторически, это третий метрополитен в России и 10-й — в СССР. По состоянию на 2020 год действуют 15 станций, что также ставит его на третью позицию после Московского и Петербургского метрополитенов. При проезде на поезде по метромосту, построенному совсем недавно, открывается красивый вид на Оку, нижнюю часть города и высокий берег Оки — откос, покрытый лесом.
- Нижегородская канатная дорога, ведущая через Волгу в город Бор — самая длинная в Европе по протяжённости.
- В Нижнем Новгороде действует детская железная дорога. До сокращения маршрута её длина составляла 9,1 км, и она была самой протяжённой в СССР.

## Парки и зоопарки
В настоящее время в Нижнем Новгороде открыто более 15 парков, для 8 из них созданы предприятия по обслуживанию: шесть — для парков культуры и отдыха, по одному для ландшафтного и детского.
По состоянию на 2021 год в городе действует три зоопарка, которые открыты для всех желающих:
- «Лимпопо» и «Мадагаскар»[10] в Сормовском парке
- Живой уголок «Теремок»[11] в парке им. 1 мая

Также с 1996 года в доме культуры им. Я. М. Свердлова (ул. Большая Покровская) работает экзотариум.

## Парк исторической реконструкции
На противоположном от Нижнего Новгорода берегу Волги, в городе Бор, в 100 метрах от станции Борская канатной дороги расположен парк исторической реконструкции «Pax Romana — парк живой истории». Парк представляет собой собирательный образ участка римского пограничья на рубеже I—II веков н. э. с военным лагерем и небольшого города, развившегося из маркитантского посёлка при лагере.

## Интересные и памятные места
- Домик Петра I

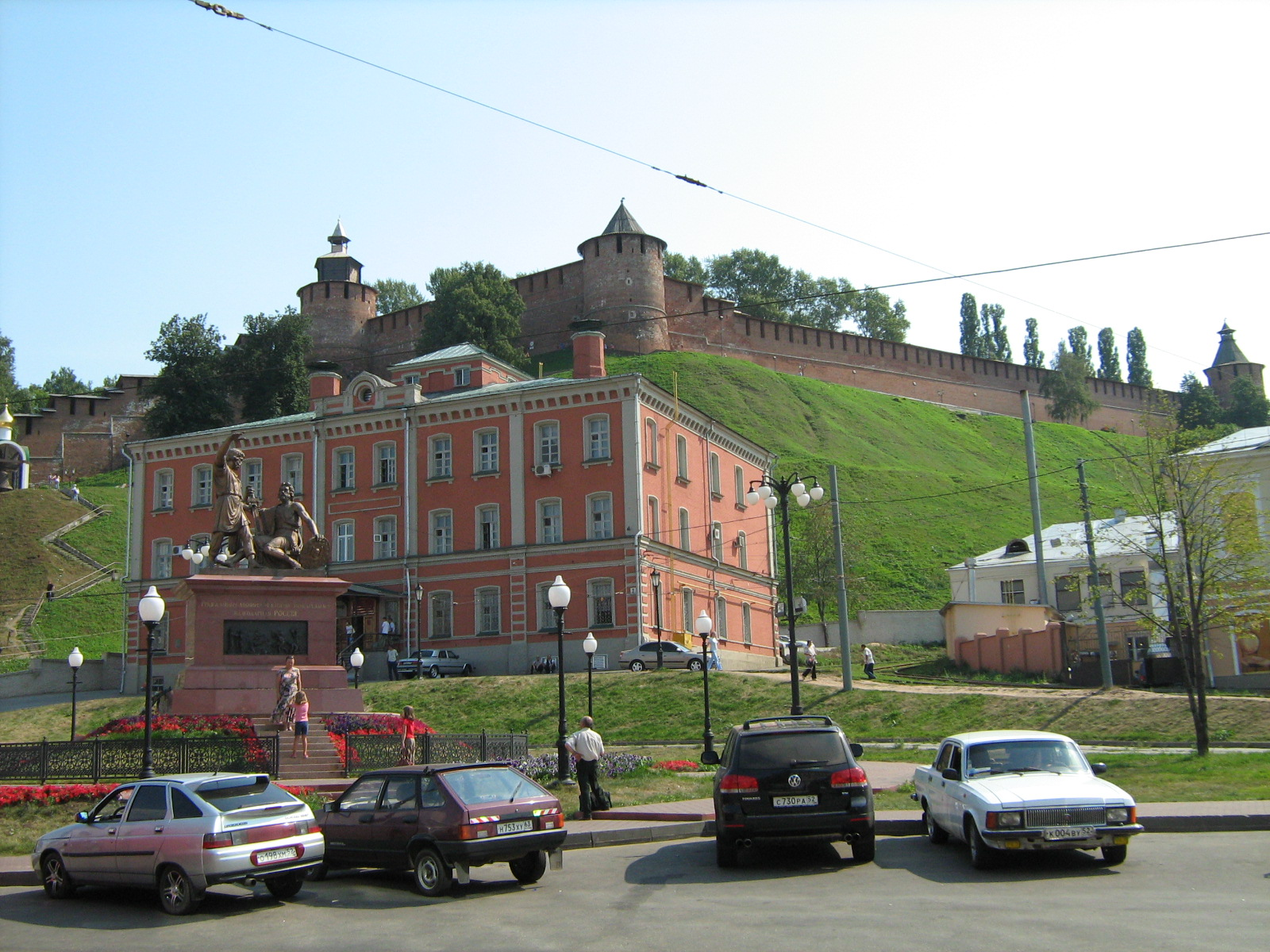
Скоба. Памятник Минину и Пожарскому. На заднем плане — ночлежный дом Бугровых и Нижегородский кремль

- Доходный дом купца Федора Переплётчикова[13]
- Домик Каширина
- Музей-квартира А. М. Горького
- Ночлежный дом Бугровых. Архитектор Ф. И. Филин, 1880-1885 годы. Прообраз ночлежки из пьесы Максима Горького «На дне».[14] Был продан на аукционе[15].
- Музей-квартира А. Д. Сахарова
- Домик М. И. Балакирева

## Фонтаны

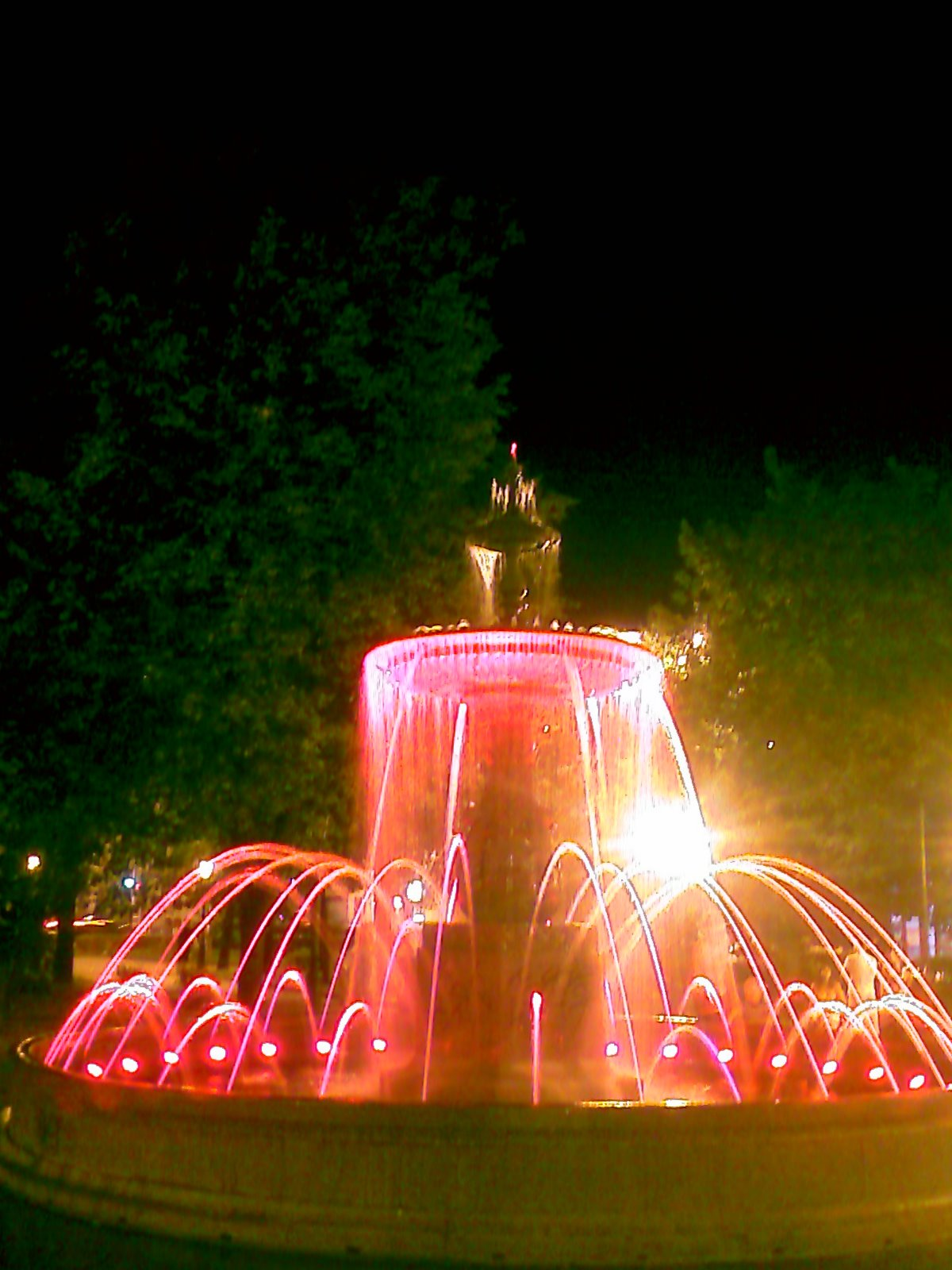
Фонтан на площади Минина и Пожарского

Первые два фонтана на ярмарке были установлены купцами в 1869 году, через год после открытия водопровода. Один из них располагался перед Спасским собором, другой — перед Главным ярмарочным домом. В 1928 году фонтан перед собором был перенесён к построенному в 1927 году Дворцу культуры им. Ленина. 9 сентября 2009 года этот фонтан был вновь открыт после 10-летнего перерыва.
- Фонтан на площади Минина и Пожарского (начал работать 1 октября 1847 года в качестве источника воды)
- Фонтан на площади Маркина
- Фонтан на Октябрьской площади
- Фонтан в Чернопрудском переулке
- Фонтан около ТЮЗа
- Фонтан на Нижегородской ярмарке
- Фонтан на улице Маршала Рокоссовского

Вид на Стрелку и Канавинский мост с набережной Федоровского